# Gilbert Vernam
Gilbert Sandford Vernam (1890 – 7 febbraio 1960) è stato un ingegnere statunitense dei laboratori Bell Labs della AT&T che nel 1917 inventò un cifrario a flusso e successivamente partecipò all'invenzione del cifrario One Time Pad.
Vernam propose la costruzione di una telescrivente a cifre in cui una chiave determinata precedentemente, fornita attraverso un nastro perforato, viene combinata carattere per carattere con un messaggio di riferimento per costruire il corrispondente testo cifrato. Per decifrare il testo cifrato, deve essere utilizzata ancora la chiave combinandola carattere per carattere, in modo da riottenere il testo di riferimento.

## Il brevetto di Vernam
Vernam specificò la combinazione delle funzioni nel brevetto US|1310719, rilasciato il 22 luglio 1919; si tratta dell'operatore logico XOR, applicato agli impulsi individuali, cioè ai bits, usati per codificare nel codice della telescrivente di Baudot. Vernam non usò il termine "XOR" nel suo brevetto, ma implementò quell'operatore in un relè logico. Nell'esempio fornito da Vernam, il testo di riferimento è A, codificato secondo il codice Baudot come "++---",  e il carattere chiave è B, codificato mediante la sequenza "+--++". Il testo cifrato risultante sarà "-+-++", che codifica una G.
Combinando la G con il carattere chiave B nella stazione ricevente si ottiene "++---", che rappresenta il testo di riferimento originale A. L'agenzia governativa NSA ha dichiarato questo brevetto "uno dei più importanti della storia della crittografia."

## One Time Pad
Poco dopo, Joseph Mauborgne, che a quel tempo era un capitano del Corpo dei trasmettitori dell'esercito statunitense, propose, in aggiunta, che il nastro contenesse informazioni casuali (random). Quando Vernam e Mauborgne combinarono le due idee, implementarono il One Time Pad (OTP), anche se nessuno degli inventori in quel tempo usò questo nome. Questo fu brevettato a metà degli anni '20. Claude Shannon, anche lui in attività presso i laboratori Bell, dimostrò che One Time Pad è inviolabile (questo lavoro fu fatto nel periodo 1940-1945, ma venne pubblicato per la prima volta nel Bell Labs Technical Journal del 1948/1949). Esso è il primo e unico metodo di cifratura per cui esista una dimostrazione dell'inviolabilità.

## Il cifrario di Vernam
Nella terminologia moderna, un cifrario di Vernam è un cifrario a flusso in cui il testo di riferimento viene trattato con l'operatore XOR con un flusso (sequenza) di segnali casuali o pseudocasuali della stessa lunghezza per generare il testo di riferimento da trasmettere. Si realizza la codifica One Time Pad se il flusso di segnali è veramente casuale e se viene usato una volta sola.
Sostituire dati pseudocasuali forniti da un generatore di numeri pseudo casuali crittograficamente sicuro è il modo più comune ed efficace per costruire un cifrario a flusso. L'RC4 è un esempio di cifrario di Vernam largamente usato in Internet.

## Altri brevetti
Altri brevetti crittografici perfezionati da Vernam includono:
- brevetto US 1,416,765
- brevetto US 1,584,749
- brevetto US 1,613,686